# Rybky
Rybky (ungarisch Halasd – bis 1907 Ribek, deutsch Ribke) ist eine Gemeinde in der Westslowakei mit 420 Einwohnern (Stand 31. Dezember 2024), die zum Okres Senica, einem Kreis des Trnavský kraj, gehört.

## Geographie

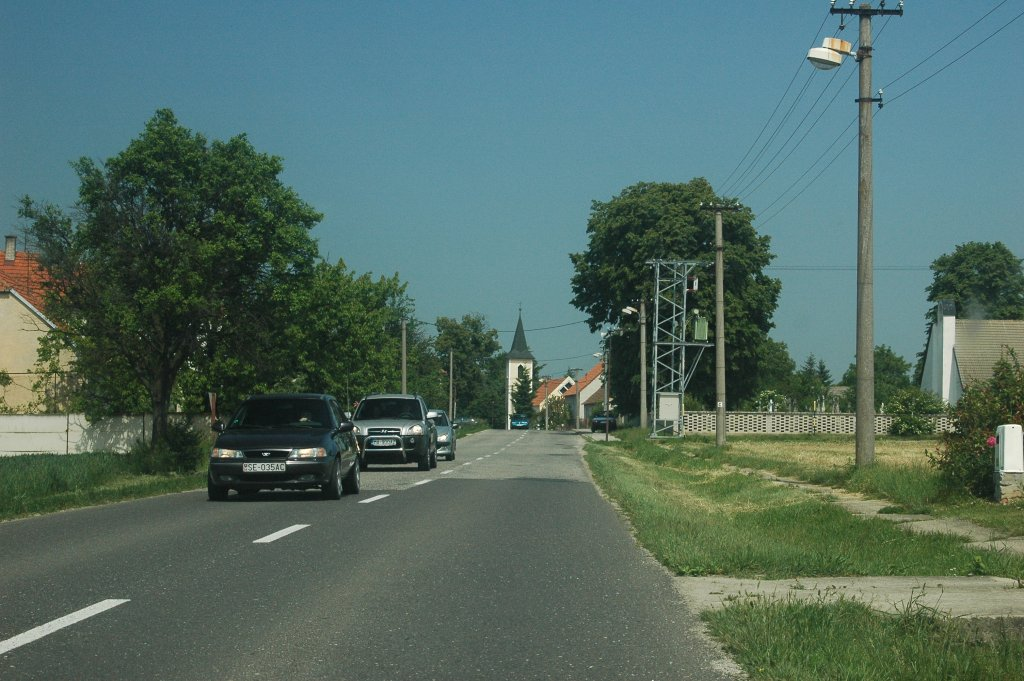
Hauptstraße von Rybky mit der Kirche im Hintergrund

Die Gemeinde befindet sich im Nordostteil des Tieflands Záhorská nížina am Übergang in das Hügelland Myjavská pahorkatina im Tal des Baches Pasecký potok. Das Ortszentrum liegt auf einer Höhe von 216 m n.m. und ist vier Kilometer von Senica entfernt.
Nachbargemeinden sind Rohov im Norden, Rovensko im Osten, Senica im Süden, Smrdáky im Westen und Oreské im Nordwesten.

## Geschichte
Rybky wurde zum ersten Mal 1394 als Rypka schriftlich erwähnt und war damals Teil des Herrschaftsguts der Burg Branč. 1452 hatte Rybky insgesamt 17 Porta. Nach dem Urbar von 1617 hatte die Grundherrschaft ihre Teiche im Ort. 1828 zählte man 58 Häuser und 400 Einwohner.
Bis 1918 gehörte der im Komitat Neutra liegende Ort zum Königreich Ungarn und kam danach zur Tschechoslowakei beziehungsweise Slowakei.

## Bevölkerung
| Jahr                | 1994 | 2004     | 2014    | 2024    |
| ------------------- | ---- | -------- | ------- | ------- |
| Anzahl der Personen | 395  | 441      | 456     | 420     |
| Unterschied         |      | +11,64 % | +3,40 % | −7,89 % |

| Jahr                | 2023 | 2024    |
| ------------------- | ---- | ------- |
| Anzahl der Personen | 417  | 420     |
| Unterschied         |      | +0,71 % |

Nach der Volkszählung 2011 wohnten in Rybky 452 Einwohner, davon 446 Slowaken sowie jeweils ein Serbe und Tscheche. Vier Einwohner machten keine Angabe zur Ethnie. 355 Einwohner bekannten sich zur römisch-katholischen Kirche, 48 Einwohner zur Evangelischen Kirche A. B., zwei Einwohner zur evangelisch-methodistischen Kirche und ein Einwohner zur kongregationalistischen Kirche; ein Einwohner bekannte sich zu einer anderen Konfession. 37 Einwohner waren konfessionslos und bei acht Einwohnern wurde die Konfession nicht ermittelt.

## Bauwerke
- römisch-katholische Kirche Mariä Namen
- Landschloss im klassizistischen Stil aus dem Anfang des 19. Jahrhunderts